# 管麟
管麟（1444年—？），字文禎，陝西西安府咸寧縣（今屬西安市）人，軍籍。明朝政治人物。同進士出身。

## 生平
陝西鄉試第三十九名。成化八年（1472年）壬辰科會試第二百三十四名，殿試登進士第三甲第一百三十八名。未仕。

## 家族
曾祖父管仲溫。祖父管彥祥。父亲管英。